# Rusavskia
Rusavskia is een geslacht van korstmossen behorend tot de familie Teloschistaceae. De typesoort is Rusavskia elegans.

## Soorten
Volgens Index Fungorum telt het geslacht 13 soorten (peildatum maart 2022):
| Soortnaam                | Auteur(s)                                         | Publicatiejaar\ |
| ------------------------ | ------------------------------------------------- | --------------- |
| Rusavskia aspera         | (Savicz) S.Y. Kondr. & Kärnefelt                  | 2015            |
| Rusavskia crassa         | (Malme) S.Y. Kondr. & Kärnefelt                   | 2003            |
| Rusavskia dasanensis     | S.Y. Kondr., Galanina & Hur                       | 2013            |
| Rusavskia drevlyanica    | S.Y. Kondr. & O.O. Orlov                          | 2020            |
| Rusavskia ectaniza       | (Boistel) S.Y. Kondr. & Kärnefelt                 | 2015            |
| Rusavskia granulifera    | (Giralt, Nimis & Poelt) S.Y. Kondr. & Kärnefelt   | 2003            |
| Rusavskia hafellneri     | (S.Y. Kondr. & Kärnefelt) S.Y. Kondr. & Kärnefelt | 2003            |
| Rusavskia indica         | S.Y. Kondr. & Upreti                              | 2017            |
| Rusavskia indochinensis  | S.Y. Kondr., G.K. Mishra, S. Nayaka & D.K. Upreti | 2020            |
| Rusavskia muscicola      | (Savicz) S.Y. Kondr. & Kärnefelt                  | 2015            |
| Rusavskia sorediata      | (Vain.) S.Y. Kondr. & Kärnefelt                   | 2003            |
| Rusavskia subfruticulosa | (Elenkin) S.Y. Kondr. & Kärnefelt                 | 2003            |
| Rusavskia upretii        | S.Y. Kondr., G.K. Mishra & Nayaka                 | 2017            |